# Carex gayana
Carex gayana är en halvgräsart som beskrevs av Nicaise Auguste Desvaux. Carex gayana ingår i släktet starrar, och familjen halvgräs. Inga underarter finns listade i Catalogue of Life.